# Sainte-Colombe, Gironde
Sainte-Colombe är en kommun i departementet Gironde i regionen Nouvelle-Aquitaine i sydvästra Frankrike. Kommunen ligger i kantonen Castillon-la-Bataille som tillhör arrondissementet Libourne. År 2022 hade Sainte-Colombe 424 invånare.

## Befolkningsutveckling
Antalet invånare i kommunen Sainte-Colombe
Referens:INSEE